# Horunnefer
Horunnefer (Hr-wn-nfr – umiłowany Amona-Re, króla bogów) – wódz nubijski, ostatni rodzimy władca Górnego Egiptu (ur. ?, zm. 199 p.n.e.). Przywódca powstania przeciw greckim rządom Ptolemeuszy w starożytnym Egipcie.

## Tło historyczne
Greckie rządy w starożytnym Egipcie, budziły sprzeciw rodowitych Egipcjan. Władcy z dynastii Ptolemeuszy, oficjalnie wspierali egipską kulturę i religię, jednak wszelką władzę i najważniejsze stanowiska piastowali Grecy. Egipcjanie nie mogli decydować o losach własnego kraju. Horunnefer w 206 roku p.n.e. odniósł zwycięstwo nad rządowymi wojskami. Kilka miesięcy później zajął Teby i został ogłoszony faraonem przez kapłanów Amona. Jego władza obejmowała tereny północnego Egiptu od Abżu (grecka nazwa Abydos) po Inerty (grecka nazwa Pathyrsis) na południu. Wśród uczonych zarysowują się dwie tendencje. Pierwsza przypisuje Ptolemeuszom rolę macedońskich faraonów. Druga uznaje ich za najeźdźców i dynastię obcą starożytnemu Egiptowi.